# Herr Meets Hare
Herr Meets Hare (El último disparo en el doblaje latinoamericano) es un episodio-parodia de los dibujos animados de los Looney Tunes del año 1945. El episodio narra las aventuras del famoso conejo americano, Bugs Bunny, con el líder nazi Hermann Göring. Está considerada como una de las producciones propagandísticas más conocidas de dibujos animados de la Segunda Guerra Mundial.

## Fecha de los episodios
En 1944 el director Friz Freleng produjo Herr Meets Hare, una serie de cortometrajes que creó la Warner Brothers Studios y que llegaron a los cines americanos en enero de 1945. 
El argumento de los capítulos, de siete minutos, se remite al guion de Michael Maltese. La música la compuso Carl W. Stalling, mientras que el artista Mel Blanc pone la voz a brillantes figuras como Bugs Bunny, Goering y Hitler.

## Argumento
En el primer capítulo, el “Mariscal del Reich” de Hitler, Hermann Göring se dispone a cazar en la Selva Negra para distraerse de la opresiva situación bélica. Ahí se encuentra con Bugs Bunny, que intenta llegar a Las Vegas por un túnel subterráneo. De repente, sale a la superficie y se da cuenta de que, por equivocación, está en Alemania. Bugs Bunny le ridiculiza disfrazado de Hitler. 
Göring, fiel a su posición diligente, intenta cazarlo armado con mosquete y respaldado por su perro sabueso. Finalmente, logra atrapar a Bugs Bunny y se lo entrega a Hitler. Hitler abre el saco en el que está Bugs Bunny, este se levanta disfrazado de Iósif Stalin con bigote y una pipa. Göring y Hitler ponen pies en polvorosa mientras Bugs Bunny se despide de los espectadores.

## Análisis
Al igual que la mayoría de los otros dibujos animados estadounidenses de la época de la guerra, el propósito de Herr meets Hare es ridiculizar constantemente el régimen nacionalsocialista, sus funcionarios, ideas y costumbres.
La burla hacia el “militarismo alemán” está presente en todo momento. Desde el principio se presenta a Göring como “falso Hermann Göring”: se le veía como un cazador con paso de marcha militar que se paseaba y ordenaba una y otra vez con su ropa adornada con medallas. Se reflejan estereotipos alemanes como su forma característica de hablar inglés ( la pronunciación, la forma de emplear palabras juntas, etc.), la vestimenta típica (pantalones de cuero), así como la visión nazi de la cultura alemana como objeto de culto. Bugs Bunny aparece en un interludio musical anárquico disfrazado del “Cantar de los nibelungos” (en relación con la ópera de Wagner “El anillo de nibelungo”) dejando a Göring embelesado. Göring se disfraza de Sigfrido y comienzan a bailar una melodía al ritmo de los patéticos tonos de la interpretación wagneriana del nibelungo.

## Recepción y repercusión
Herr meets Hare fue uno de los últimos dibujos animados de propaganda que se retransmitieron antes del colapso de la Alemania nazi. 
Desde su estreno en el cine, ha formado parte de la empresa Time Warner (AOL) y por razones de la política de la empresa se mantuvo en secreto. En 2007, Dom AOL prohibió su retransmisión en el canal de televisión Cartoon Network. Los consideraron inaceptables porque desviarían la atención de las atrocidades del régimen, ya que sería trasladar el Tercer Reich al ámbito de lo humorístico.
De todas formas, está disponible en vídeo, en la colección de dibujos animados Bugs & Duffy. The Wartime Cartoons. También circula en Internet, en plataformas de vídeo como Youtube.